# Moonlight Follies
Pour plus de détails, voir Fiche technique et Distribution.
Moonlight Follies est un film muet américain réalisé par King Baggot et sorti en 1921.

## Synopsis
Une jeune femme émancipée se plait dans la compagnie des hommes fortunés, jusqu'au jour où elle rencontre un montagnard d'un caractère très rustre…

## Fiche technique
- Titre : Moonlight Follies
- Réalisation : King Baggot
- Scénario : A.P. Younger, Percival Wilde (d'après sa nouvelle)
- Chef opérateur : Bert Glennon
- Production et distribution : Universal Film Manufacturing Company
- Genre : Comédie
- Durée : 50 minutes
- Dates de sortie :
  -  États-Unis : 18 septembre 1921

## Distribution
- Marie Prevost : Nan Rutledge
- Lionel Belmore : James Rutledge
- Marie Crisp : Cissie Hallock
- George Fisher : Rene Smythe
- Clyde Fillmore : Tony Griswold